# Castello de la Preuille
Il castello de la Preuille è uno dei castelli della Valle della Loira posto a Saint-Hilaire-de-Loulay, in Vandea.

## Storia
Il fortilizio ebbe le forme attuali tra XIII e XV secolo.  Un fossato lungo il muro difensivo a nord, presente ancora oggi, ne identifica le origini come una fortezza militare. Dal 1350, il castello fu di proprietà delle famiglie Boux, Bastard (1460), Gastiniere (1541), Pâris (vi abitò Claude-René Pâris de Soulanges, conte de Soulanges) (1728), e nel XVIII secolo passò alla famiglia D’Nacquart o De Nacquard.
Nel 1832, Maria Carolina di Borbone-Due Sicilie, duchessa di Berry, visitò il castello e da quì fece partire un tentativo di colpo di stato contro re Luigi Filippo di Francia per far riconoscere suo figlio Enrico, conte di Chambord, quale legittimo erede al trono. Il colpo fallì e Maria Carolina venne arrestata.
Nel corso del XX secolo il castello venne abbandonato e andò in rovina fino agli anni '70, quando venne acquistato e restaurato dalla famiglia Fradin.